# Laminafroneta
Laminafroneta là một chi nhện trong họ Linyphiidae.